# استكشاف المحيط الهادئ

مناطق أوقيانوسيا (بما في ذلك أستراليا وبولينيزيا وميكرونيزيا وميلانيزيا).
كانت أستراليا «الجزيرة القارية» آخر قارة مأهولة بالسكان عرفها العالم المتحضر. كان الهولنديون خلال العصر الذهبي لهولندا للتنقيب والاكتشاف (من تسعينيات القرن السادس عشر إلى عشرينيات القرن الثامن عشر) أول سكان غير أصليين يستكشفون سواحل أستراليا وتسمانيا ونيوزيلندا وتونغا وفيجي وساموا وجزيرة القيامة ويرسمون خرائطها بلا منازع.

وصل البولينيزيون إلى جميع جزر المحيط الهادئ تقريبًا بحلول عام 1200 بعد الميلاد، تلاهم في ذلك الملاحون الآسيويون في جنوب شرق آسيا وغرب المحيط الهادئ. ومع حلول العصور الوسطى، ربط التجار المسلمون الشرق الأوسط وشرق إفريقيا بسواحل آسيا والمحيط الهادئ (إلى جنوب الصين وجزء كبير من أرخبيل الملايو). بدأت الأساطيل الأوروبية تبحر بشكل مباشر في المحيط الهادئ في عام 1512، وأولها أساطيل البرتغاليين، على الأطراف الغربية، بعد ذلك جاء الاكتشاف الإسباني للمحيط الهادئ من الساحل الأمريكي.
في عام 1513، قبل ست سنوات من ماجلان، عبر المستكشف الإسباني فاسكو نونييث دي بالبوا برزخ بنما ورأى المحيط الهادئ.
وفي عام 1521، قاد الملاح البرتغالي فرناندو ماجلان رحلة استكشافية إسبانية، وكانت أول عبور معروف للمحيط الهادي، والذي أطلق عليه بعد ذلك اسم «البحر الهادئ». ابتداءً من عام 1565، سيطر الإسبان على التجارة عبر المحيط الهادئ مع سفن مانيلا الشراعية التي عبرت من المكسيك إلى الفلبين وبالعكس، وذلك من رحلة أندريس دي أوردانيتا، وعلى مدى السنوات المئتين والخمسين التالية، حتى عام 1815. اكتشفت بعثات أخرى من المكسيك وبيرو أرخبيلات متنوعة في شمال وجنوب المحيط الهادئ. وفي القرنين السابع عشر والثامن عشر، أرسلت قوى أوروبية أخرى بعثات استكشافية إلى المحيط الهادئ، وهي جمهورية هولندا وإنجلترا وفرنسا وروسيا.

## قبل الاستكشاف الأوروبي

التوسع البولينيزي في المحيط الهادئ

وصل البشر إلى أستراليا بما لا يقل عن 40 ألف عامًا قبل الميلاد، ما يعني وجود درجة معينة من السفر البحري. ووصل البشر إلى الأمريكيتين قبل 10 ألاف عام قبل الميلاد. وتقول إحدى النظريات إنهم سافروا على طول الساحل بقوارب الكانو.

### الميلانيزيون والميكرونيزيون والبولينيزيون
نحو 3000 قبل الميلاد أتقن المتحدثون باللغات الأسترونيزية، ربما في جزيرة تايوان، فن السفر بقوارب الكانو لمسافات طويلة وانتشروا، مع لغاتهم، جنوبًا إلى الفلبين وإندونيسيا وشرقًا إلى جزر ميكرونيزيا وميلانيزيا. تشعب البولينيزيون واستقروا في بولينيزيا إلى الشرق. ولكن التواريخ والطرق غير مؤكدة، لكن يبدو أنها بدأت من أرخبيل بسمارك، واتجهت غربًا عبر فيجي إلى ساموا وتونغا نحو 1500 قبل الميلاد. بحلول عام 100 بعد الميلاد كانوا في جزر ماركيساس، و300-800 بعد الميلاد في تاهيتي (تاهيتي غرب ماركيساس). و300-800 بعد الميلاد هي نفس فترة وصولهم إلى جزيرة القيامة، أقصى نقطة في الشرق ونفس النطاق الزمني لهاواي، وهي بعيدة في الشمال وبعيدة عن الجزر الأخرى. وإلى الجنوب الغربي، وصلوا إلى نيوزيلندا نحو عام 1250 بعد الميلاد. ثم إلى جزر تشاتام، على بعد نحو 500 ميل شرق نيوزيلندا نحو عام 1500. وحقيقة أن بعض البولينيزيين امتلكوا البطاطا الحلوة التي تنتمي إلى أمريكا الجنوبية تعني أنهم ربما وصلوا إلى الأمريكيتين، أو على العكس من ذلك، وصل البشر من الأمريكيتين إلى بولينيزيا. أثبتت رحلة كون-تيكي الاستكشافية لثور هايردال بنجاح أن الرحلة من الأمريكيتين إلى بولينيزيا باستخدام المواد والتقنيات المتاحة فقط في ذلك الوقت كانت ممكنة.

### الآسيويون
على الجانب الآسيوي، تطورت التجارة لمسافات طويلة على طول الساحل من موزمبيق إلى اليابان. امتدت التجارة، وبالتالي المعرفة، إلى الجزر الإندونيسية ولكن ليس أستراليا على ما يبدو. وبحلول عام 878، كانت هناك مستوطنة إسلامية مهمة في كانتون (غوانزو)، وسيطر العرب أو المسلمون على معظم التجارة هناك. وفي عام 219 قبل الميلاد، أبحر شو فو إلى المحيط الهادئ بحثًا عن إكسير الخلود. ومن عام 1404 حتى عام 1433 قاد تشنغ خه حملات إلى المحيط الهندي.
أما قضية قوارب الصيد اليابانية فكانت مثيرة للاهتمام. إذا انجرف أحدها في البحر ولم تكن هناك معدات لإرجاعه، فيمكن للتيار أن يحمله على طول الطريق إلى أمريكا الشمالية. وقد وصلت القوارب اليابانية إلى أكابولكو عام 1617، وإلى جزر ألوتيان عام 1782، وألاسكا عام 1805، ومصب نهر كولومبيا عام 1820، وكيب فلاتري عام 1833. وربما حدثت مثل هذه الرحلات قبل تواجد الأوروبيين في تلك المناطق ليكتبوا سجلات مفصلة عنها.

## الاستكشاف الأوروبي

### الرواد الإيبيريون
كان الاتصال الأول للملاحين الأوروبيين مع الطرف الغربي للمحيط الهادئ عن طريق البعثات البرتغالية لأنطونيو دي آبرو وفرانسيسكو سيراو، عبر جزر سوندا الصغرى، إلى جزر الملوك، في عام 1512، ومع بعثة خورخي ألفاريس الاستكشافية إلى جنوب الصين عام 1513، وكلتا الرحلتين كانتا بأوامر من ألفونسو دي ألبوكيرك من ملقا.

الطرق والاكتشافات الإسبانية عبر المحيط الهادئ.

كان المستكشف الإسباني بالبوا أول أوروبي يرى المحيط الهادئ من أمريكا في عام 1513، بعد أن عبرت بعثته برزخ بنما ووصلت إلى محيط جديد. أطلق عليها اسم Mar del Sur (حرفيًا، «بحر الجنوب»)، لأن المحيط كان إلى الجنوب من ساحل البرزخ، حيث شاهد المحيط الهادئ لأول مرة. لاحقًا، أبحر المستكشف البرتغالي فرناندو ماجلان من شرق المحيط الهادئ إلى الغرب في رحلة استكشافية قشتالية (إسبانية) حول العالم بملاحة دورانية بدءًا من عام 1519. وأطلق ماجلان على المحيط اسم Pacífico  (أو «المحيط الهادئ» بمعنى «المسالم»)، لأنه بعد الإبحار عبر البحار العاصفة قبالة كيب هورن، صادفت الحملة مياه هادئة. وغالبًا ما كان يُطلق على المحيط اسم بحر ماجلان تكريمًا له حتى القرن الثامن عشر.
من عام 1565 حتى عام 1815، كان هناك طريق إسباني عبر المحيط الهادئ يُعرف باسم سفن مانيلا يعبر بانتظام من المكسيك إلى الفلبين وإيابًا. وعلى الجانب الآسيوي، بنى البرتغاليون وبعدهم الهولنديون تجارة منتظمة من جزر الهند الشرقية إلى اليابان. وعلى الجانب الأمريكي امتدت القوة الإسبانية آلاف الأميال من المكسيك إلى تشيلي. فكان وسط المحيط الهادئ الشاسع تعبره فقط سفن مانيلا الشراعية والمستكشفون المارون. وكان أول عبور لجنوب المحيط الهادئ من قبل البعثات الإسبانية في القرن السادس عشر التي اكتشفت العديد من الجزر بما في ذلك توفالو، وجزر ماركيساس، وجزر كوك، وجزر سليمان، وجزر الأميرالية، وبعد ذلك أرخبيلا بيتكيرن وفانواتو.

#### إدراك وجود المحيط الهادئ
عرف الأوروبيون أن هناك محيطًا شاسعًا إلى الغرب، وكان الصينيون يعرفون أن هناك محيطًا إلى الشرق. واعتقد الأوروبيون المتعلمون أن العالم كان دائريًا وأن المحيطين هما محيط واحد. في عام 1492 أبحر كولومبوس غربًا إلى ما كان يعتقد أنه آسيا. وعندما وصل بيدرو ألفاريز كابرال، في طريقه إلى آسيا عبر المحيط الأطلسي والمحيط الهندي، إلى البرازيل في عام 1500، بدأ النطاق الحقيقي للأمريكيتين بالظهور. وكانت خريطة مارتن فالدسميلر لعام 1507 هي أول خريطة توضح أن الأمريكيتين تفصلان بين محيطين مختلفين. وأصبح هذا التخمين أكيدًا في عام 1513 عندما عبر بالبوا بنما ووجد المياه المالحة. وأثبتت بعثة ماجلان الاستكشافية في الفترة من 1519 حتى 1522 وجود محيط واحد مستمر يمتد من الأمريكيتين إلى آسيا. كانت خريطة دييغو ريبيرو لعام 1529 هي أول خريطة تظهر المحيط الهادئ بحجمه الصحيح تقريبًا.